# Perfecto Ruiz Dorronsoro
Perfecto Ruiz Dorronsoro (Burgos, 18 de abril de 1882- Burgos, 2 de febrero de 1945) fue un industrial y político español. Creador de la empresa zapatera Hijos de Miguel Ruiz, S.A., fue una de las personalidades del empresariado burgalés. 
Diputado por la provincia de Burgos en las Cortes republicanas constituyentes, fue alcalde de Burgos de junio de 1931 al 30 de mayo de 1934, después de meses de funcionamiento de la corporación municipal burgalesa como una comisión gestora. Su renuncia al cargo fue cubierta por Manuel Santamaría Heras.
Dijo, a propósito de su paso por la alcaldía: "Habiendo sido efímero mi paso por la alcaldía, podrían prescindir de mis nombre en cualquier archivo. En cuanto a los cargos desempeñados ustedes lo saben, que el título más satisfactorio y que menos disgustos me ha producido, es el de industrial que continúo ostentando con orgullo" 17 de julio de 1937.
Falleció a la edad de 63 años.